# Air Force Global Strike Command
Lo Air Force Global Strike Command è un Major Command della United States Air Force (USAF) responsabile di tutti i suoi bombardieri strategici e missili intercontinentali. Il quartier generale è situato presso la Barksdale Air Force Base (Louisiana).

## Equipaggiamento
Il comando dispone dei seguenti velivoli:
- 43 Bombardieri B-1B
- 19 Bombardieri B-2A
- 56 Bombardieri B-52H
- 25 Elicotteri UH-1N
- 400 Missili ICBM LGM-30G Minuteman III
- 4 Aerei da comando, controllo e comunicazione E-4B
- 14 Addestratori T-38C

## Organizzazione
Attualmente, al settembre 2020, il comando controlla:

### Eighth Air Force, Barksdale Air Force Base, Louisiana
- 2nd Bomb Wing
- 5th Bomb Wing
- 7th Bomb Wing
- 28th Bomb Wing
- 509th Bomb Wing
- 576th Flight Test Squadron, Vandenberg Space Force Base, California
- 595th Command and Control Group
- 608th Air Operations Center

### Twentieth Air Force, Francis E. Warren Air Force Base, Wyoming
- 90th Missile Wing
- 91st Missile Wing
- 341st Missile Wing
- 377th Air Base Wing, Kirtland Air Force Base, Nuovo Messico
- 582d Helicopter Group

## Basi
Il comando ha giurisdizione sulle seguenti basi militari:
- Barksdale Air Force Base, Louisiana
- Dyess Air Force Base, Texas
- Ellsworth Air Force Base, Dakota del Sud
- Francis E. Warren Air Force Base, Wyoming
- Kirtland Air Force Base, Nuovo Messico
- Malmstrom Air Force Base, Montana
- Minot Air Force Base, Dakota del Nord
- Whiteman Air Force Base, Missouri

## Storia
Per la storia anteriore al 2009, vedi: Strategic Air Command

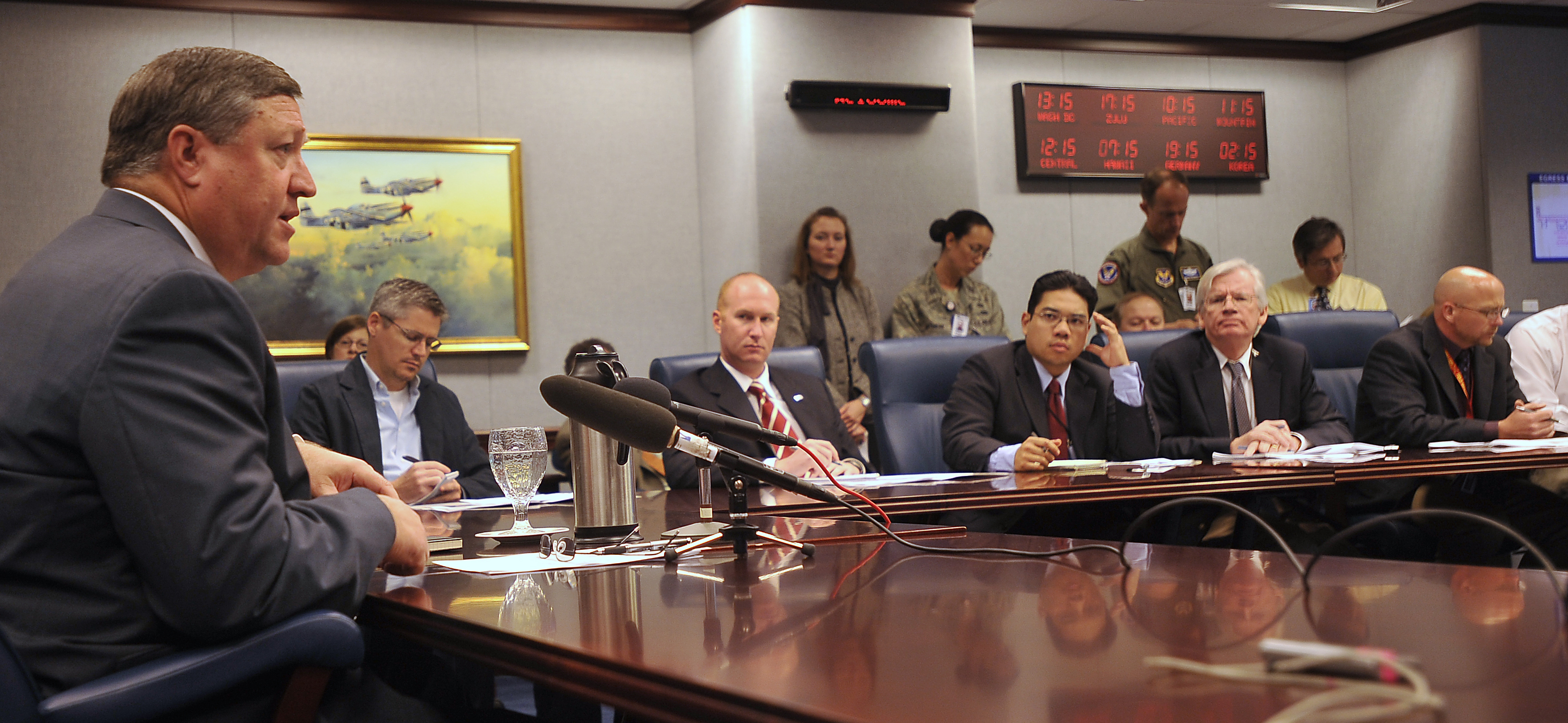
Il Segretario alla United States Air Force Michael Donley discute la creazione del Global Strike Command

Dopo il già ricordato incidente del 2007 delle armi nucleari in cui sei missili da crociera lanciabili dall'aria (ALCM) del tipo AGM-129, ognuno dotato di testata nucleare a rendimento variabile W80-1, furono erroneamente caricati su un B-52H a Minot AFB, e dopo l'incidente del 2008 in cui quattro montaggi per moduli di rientro per sezioni frontali MK-12 furono erroneamente spediti a Taiwan, l'ex Segretario alla Difesa James R. Schlesinger condusse un'inchiesta sullo stato della sicurezza nucleare nell'U.S Air Force. La raccomandazione del Segretario Schlesinger fu di creare un unico major command cui avrebbero fatto capo tutte le risorse nucleari della Air Force, per un miglior controllo. Il 24 ottobre 2008 il Segretario all'aeronautica degli Stati Uniti d'America Michael B. Donley annunciò la creazione dell'Air Force Global Strike Command (AFGSC) come nuovo major command (MAJCOM) dell'Air Force. Assieme allo Air Force Space Command (AFSPC) presso Peterson Air Force Base (Colorado), lo AFGSC è uno dei due comandi costitutivi che fanno capo allo United States Strategic Command (USSTRATCOM) con sede ad Offutt.
Il nuovo comando iniziò le attività nell'agosto 2009, riunendo la forza con operatività nucleare mediante bombardieri strategici già gestita dall'Air Combat Command (ACC) e la forza "terrestre" fondata su missili balistici intercontinentali (ICBM) già gestita dallo Air Force Space Command (AFSPC). ACC e AFSPC avevano assunto dette competenze dopo che nel 1992 era stato disattivato lo Strategic Air Command (SAC).
La USAF attualmente possiede 20 bombardieri B-2 Spirit, 57 bombardieri B-52 Stratofortress e tre stormi missilistici di ICBM Minuteman III di cui è previsto l'impiego con armamento nucleare. Se ve ne fosse necessità per missioni convenzionali, i bombardieri B-2 e B-52 verrebbero riassegnati ai comandi regionali. Benché originariamente votata alla missione nucleare, la forza dei bombardieri Rockwell B-1 Lancer fu trasferita ad una missione strettamente convenzionale e dapprima mantenuta in seno allo Air Combat Command, ma tale decisione fu cancellata nel 2015. Ora i bombardieri Rockwell B-1 Lancer sono organizzati dallo Air Force Global Strike Command.
Nel novembre 2008 l'USAF annunciò l'intenzione di avviare un quarto squadrone di B-52 presso Minot Air Force Base, a supporto dello Air Force Global Strike Command. L'USAF aggiunse che "tutti i bombardieri a capacità nucleare di ciò che oggi è la Eighth Air Force, e [il comando di tutti gli ICBM] di ciò che oggi appartiene alla Twentieth Air Force, faranno capo a questo unico comando". Questa previsione fu messa in atto il 3 settembre 2009, quando il 69th Bomb Squadron fu riattivato presso Minot Air Force Base.
La squadra preliminare di 55 membri del comando, guidata dal maggior generale James Kowalski, iniziò le attività presso Bolling Air Force Base il 12 gennaio 2009. Questa squadra aveva il compito di trovare una sede per il nuovo quartier generale e trasferire le unità assegnate presso il nuovo comando.
Nell'aprile 2009 la squadra preliminare scelse Barksdale Air Force Base come quartier generale del nuovo comando. Donley dichiarò che i fattori che avevano contribuito alla scelta di Barksdale, preferendola ad altre basi considerate, erano la sua relazione con la 8th Air Force, un "centro operazioni aeree leggermente più grande", e il fatto che la base ospitasse lo 11th Bomb Squadron, che addestrava gli equipaggi di B-52 e avrebbe potuto riservare speciale attenzione all'addestramento nucleare.

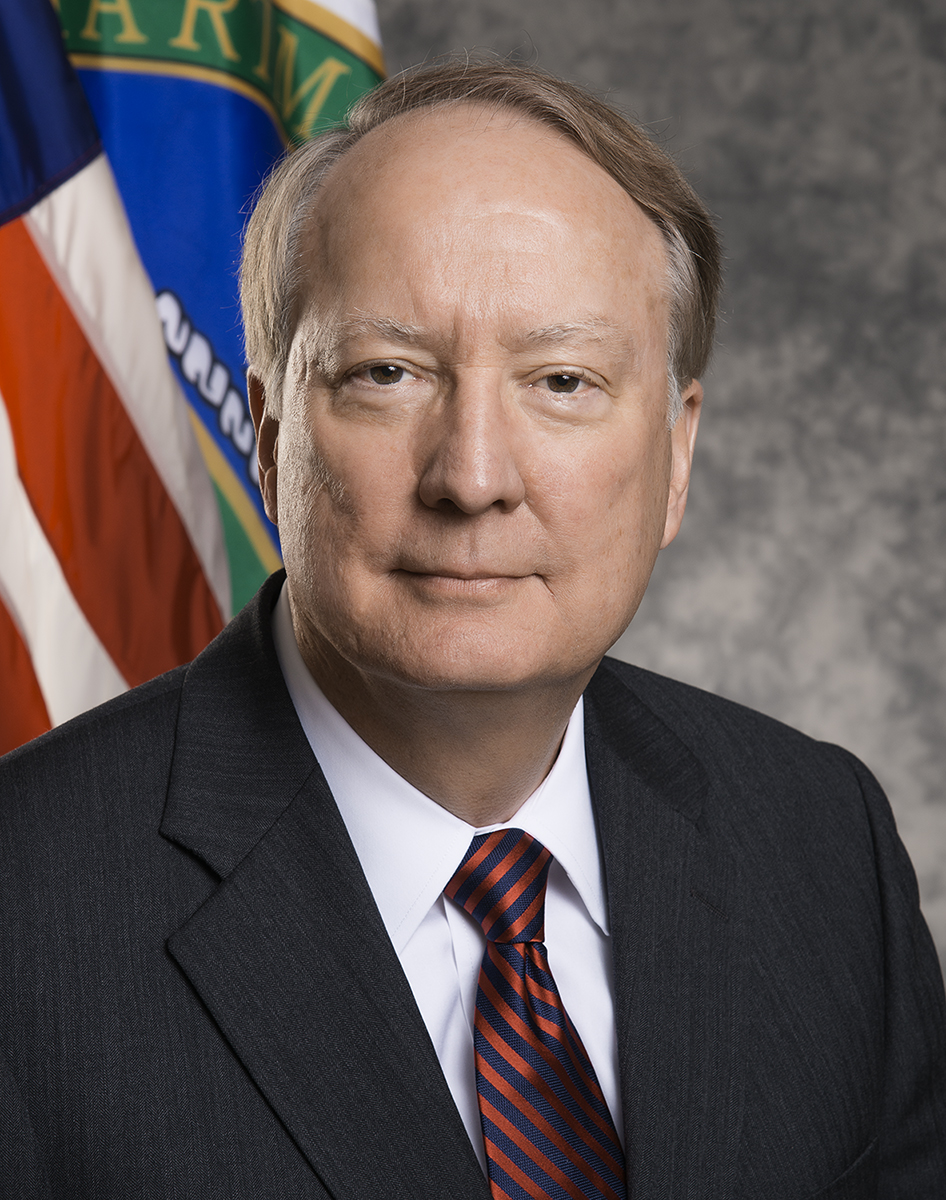
Ritratto ufficiale di Frank Klotz nel 2014 (all'epoca sottosegretario per la sicurezza nucleare).

Il 16 aprile 2009, il Segretario alla Difesa Robert Gates annunciò che il tenente generale dell'Air Force Frank Klotz era stato scelto per diventare il primo comandante del Global Strike Command. Prima di tale incarico, il tenente generale Klotz era Assistant Vice Chief of Staff e Director dell'Air Force Staff.
Il 18 giugno, dopo che una valutazione ambientale aveva concluso con "Nessun significativo impatto", fu annunciato che Barksdale Air Force era designata come sede permanente dello AFGSC. Il 7 agosto 2009 il comando divenne ufficialmente attivo sotto la direzione del tenente generale Klotz. L'organico del quartier generale comprende 900 persone, e raggiunse la piena operatività il 30 settembre 2010.
La Twentieth Air Force, l'organizzazione missilistica della forza armata, fu sottoposta al nuovo comando dal 1º dicembre 2009, e la Eighth Air Force, la componente bombardieri, divenne subordinata al comando il 1 febbraio.

## Allineamenti
- Istituito come Continental Air Forces il 13 dicembre 1944

Attivato il 15 dicembre 1944
Rinominato Strategic Air Command il 21 marzo 1946
Disattivato il 1 giugno 1992
- Rinominato Air Force Global Strike Command, e attivato, il 7 agosto 2009

### Comandi subordinati
- United States Army Air Forces, 15 dicembre 1944
- United States Air Force, dal 26 settembre 1947 al 1º giugno 1992
- United States Air Force, dal 7 agosto 2009 ad oggi.

### Basi
- Washington, District of Columbia, 15 dicembre 1944
- Bolling Air Force Base, District of Columbia, dal 1946
- Andrews Air Force Base, Maryland, 21 ottobre 1946
- Offutt Air Force Base, Nebraska, dal 9 novembre 1948 al 1º giugno 1992
- Barksdale Air Force Base, Louisiana, dal 7 agosto 2009 ad oggi

### Velivoli e Missili
- Northrop Grumman B-2 Spirit dal 2009 ad oggi
- Boeing B-52H Stratofortress dal 2009 ad oggi
- Bell UH-1N Twin Huey dal 2009 ad oggi
- LGM-30G Minuteman III dal 2009 ad oggi
- B-1B Lancer dal 2015 ad oggi
- Boeing E-4B dal 2016 ad oggi